# グリッド (モータースポーツ)
グリッド（grid）とは、モータースポーツにおいて、レース開始前の隊列順位を表す。

## 概要
レースでは通常、縦に2列～4列に車体を整列させてからスタートする。他車よりも前からスタートすることが有利であるため、この位置を様々な方法で決定することになり、この際に決められた順位を「グリッド」と呼ぶ。単にスタートの際に車を停止させる場所そのものを指す場合もあり、通常は「ホームストレート」上に、白線などでその位置が示されている。
グリッドの中でも最も前の位置を、特に「ポールポジション」と呼び、最も有利なグリッドとされている。また、横に並ぶ列を「ロー」と呼び、最前列は「フロントロー」、以下「セカンドロー」「サードロー」と言う具合に呼ばれる。
「予選グリッド」や「決勝グリッド」などという言葉も用いられるが、それぞれ「予選により決定したグリッド」、「決勝で採用されるグリッド」ということであり、意味は同じである。
グリッドは基本的には予選結果や前レースの結果を元に決定されるが（詳しくは#決定方法を参照）、予選中の違反行為（他車に対する妨害等）や、レギュレーションに反したコンポーネント交換（本来連続使用するべきエンジン・トランスミッション等を交換するなど）等があった場合、ペナルティの一種としてグリッドを本来の位置より後ろに下げる（降格する）場合がある。

## 種類
グリッドには2種類ある。
ダミーグリッド
スタート直前にフォーメーションラップを行うレースにおいて用いられるグリッドの名称。一端コース上の所定のグリッドに車を整列させるが、隊列を整えるためにフォーメーションラップを行い、これにより出走できない車が現れることもあるため、スターティンググリッドに停車するまでの「仮のグリッド」という意味で用いられる。
スターティンググリッド
狭義では、フォーメーションラップを終了して確定した、レースの正式なスタート時のグリッド。広義では、予選などにより事前に決定した未確定の出走順位を、スターティンググリッドと呼ぶ場合もあり、この場合「グリッド＝スターティンググリッド」とも言える。

## 決定方法

### 予選による方式
現在では、四輪・二輪を問わず、レース前の予選によってグリッドを決定する方法が広く導入されている。
予選の方式や詳細なルールは、各カテゴリーやレース毎にレギュレーションで定められている。
予選でグリッドを決定する際に最も一般的な方法は、各車がサーキットを所定の周回数、あるいは所定の時間を走行して、その最も速い1周の計測タイムを用いる方法である。
通常、より速いタイムを計測した車ほど、より前のグリッドを獲得する。決勝レースでは、速い車ほど前列に並ぶため、スタートやレース自体がスムーズに展開するという利点がある。

### レース結果による方式
同日、あるいは連日でレースが開催される場合や、「2ヒート制」と呼ばれる2レースの合算を結果として採用するレース等において主に採用される方式で、第1レースの決勝順位で、第2レースのグリッドを決定する。この際に、第1レースの結果をどのように第2レースのグリッドに反映させるかは、各カテゴリーやレース毎にレギュレーションで定められている。
単純に、第1レースの優勝者が第2レースのポールポジションとなり、以下順位に従って並ぶ場合もある。
「リバースグリッド」と呼ばれる方式も広く用いられている。これは、第1レースでより前の順位を獲得した者が、第2レースで後ろのグリッドに着くことにより、2レース続けて同じような結果にならないように、エンターテイメント性を高める意味で採用される。

### その他
予選が悪天候により中止される場合などの特殊なケースでは、グリッドを前レースまでのポイントランキング順で決定するなどの方式が取られる場合が有る。インディカー・シリーズではオーバルコースでのレースで、予選が雨で中止になった際にポイントランキングでグリッドを決定することがある。またスーパー耐久の一戦である十勝24時間レースでは、レースの性質上グリッド順位が大きな意味を持たないため、予選を行わずポイントランキングでグリッドを決定することが恒例となっている。